# Lymantria obfuscata
Lymantria obfuscata este o specie de molii din genul Lymantria, familia Lymantriidae, descrisă de Walker 1865 Conform Catalogue of Life specia Lymantria obfuscata nu are subspecii cunoscute.